# Amphiarius phrygiatus
Amphiarius phrygiatus es una especie de pez de la familia Ariidae en el orden de los Siluriformes.

## Morfología
• Los machos pueden llegar alcanzar los 30 cm de longitud total.

## Reproducción
Las  hembras hacen la puesta mediante una masa gelatinosa en una depresión arenosa y los machos incuban los huevos en sus  bocas hasta el momento de la eclosión

## Depredadores
En la Guayana Francesa es depredado por Hexanematichthys Proops .

## Hábitat
Es un pez demersal y de clima tropical.

## Distribución geográfica
Se encuentran en Sudamérica:  cuencas fluviales  atlánticas y estuarios entre Guayana y la desembocadura del río Amazonas.

## Uso comercial
Se comercializa fresco.